# Muhlenberg County
Muhlenberg County är ett administrativt område i delstaten Kentucky, USA, med 31 499 invånare. Den administrativa huvudorten (county seat) är Greenville. Countyt har fått sitt namn efter Peter Muhlenberg.

## Geografi
Enligt United States Census Bureau så har countyt en total area på 1 242 km². 1 230 km² av den arean är land och 12 km² är vatten. 

### Angränsande countyn
- McLean County - norr
- Ohio County - nordost
- Butler County - öst
- Logan County - sydost
- Todd County - söder
- Christian County - sydväst
- Hopkins County - väst